# Halla Tómasdóttir
Halla Tómasdóttir (født 11. oktober 1968 i Reykjavik) er Islands præsident siden 1. august 2024 og blev valgt 1. juni 2024. Tidligere var hun en islandsk forretningskvinde og er politisk uafhængig, men har dog engang været medlem af Selvstændighedspartiet.
Hun var med til at stifte Reykjavík Universitet i 1998 og var også med til at stifte Auður Capital, et investeringsfirma. Hun er også administrerende direktør for The B Team, en global non-profit gruppe af erhvervs- og civilsamfundsledere, der arbejder for at fremme forretningspraksis med fokus på humanisme og klima.
Halla Tómasdóttir stillede første gang op til præsidentvalget 17. marts 2016. Her fik hun 27,9% af stemmerne, men tabte til Guðni Th. Jóhannesson, der fik 39,1%.
Ved præsidentvalget 1. juni 2024 lykkedes det hende med 34,3% af stemmerne at besejre den tidligere premierminister Katrín Jakobsdóttir med en margin på cirka 10 procentpoint. Halla Tómasdóttirs kampagne fokuserede på emner som sociale mediers virkninger på unges mentale sundhed, udvikling af turisme og kunstig intelligens. 